# Hugo Elmquist
Hugo Elmquist (ur. 1862 w Karlshamn, zm. 1930 w Sztokholmie) – szwedzki rzeźbiarz.
Studiował na Akademii Sztokholmskiej, uzyskał nagrodę rzymską, udoskonalił masę do medelowania i metodę odlewania. Kilka jego rzeźb znajduje się w Muzeum sztokholmskim.